# Rada królewska w Szwecji
Szwedzka rada królewska (szw.: Riksrådet aż do roku 1687; czasem latynizowane jako Senatus Regni Sueciae).
Powstała w X wieku, najważniejszym jej ówczesnym członkiem był dowódca zbrojny riksjarl.
Od roku 1275 była stałą instytucją.
W roku 1634 kanclerz Axel Oxenstierna wydał konstytucję ustanawiającą skład rady. Od tego roku kraj rządzony był przez pięciu urzędników:
- Riksdrots – wymiar sprawiedliwości
- Riksmarsk – odpowiednik konetabla francuskiego, dowódca wojsk lądowych
- Riksamiral – królewski admirał
- Rikskansler – kanclerz
- Riksskattmästare – skarbnik

- wielkie znaczenie miał też urząd landmarszałka (lantmarskalk) – przewodniczącego stanowego parlamentu Ståndsriksdagen. W wieku XVIII obok przewodniczącego rady (kanceli president) był to najważniejszy urząd w kraju. Przed XVIII wiekiem jego funkcję pełnili poszczególni urzędnicy ustanowieni na mocy konstytucji z 1634 roku.
- innym ważnym urzędem było założone w 1651 Kommerskollegium.

Na wzór kontrolowanej przez Rosjan szwedzkiej Rady Państwa powołano w I Rzeczypospolitej według projektu ambasadora rosyjskiego Radę Nieustającą.

## Portrety niektórych przewodniczących

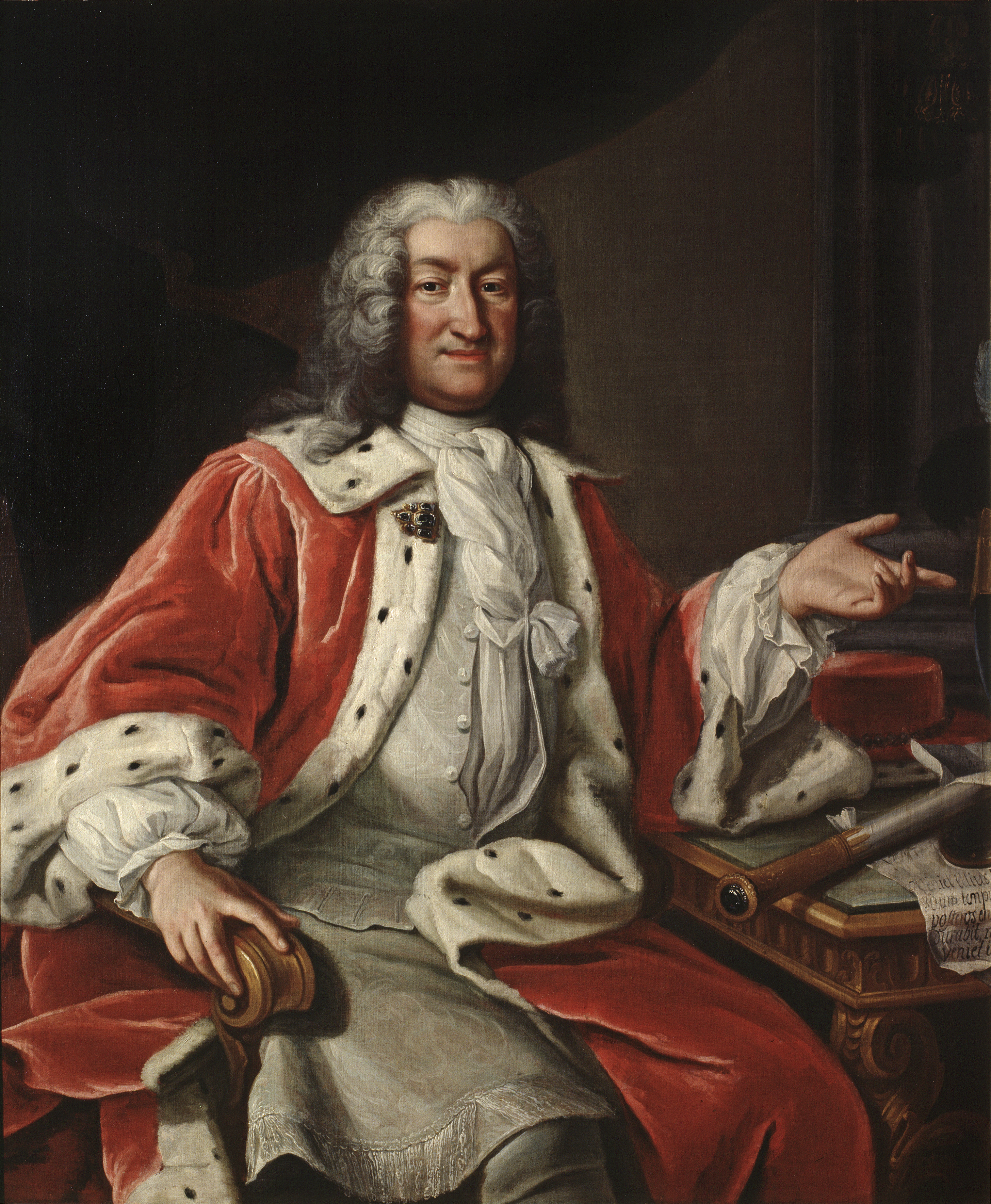
Arvid Horn
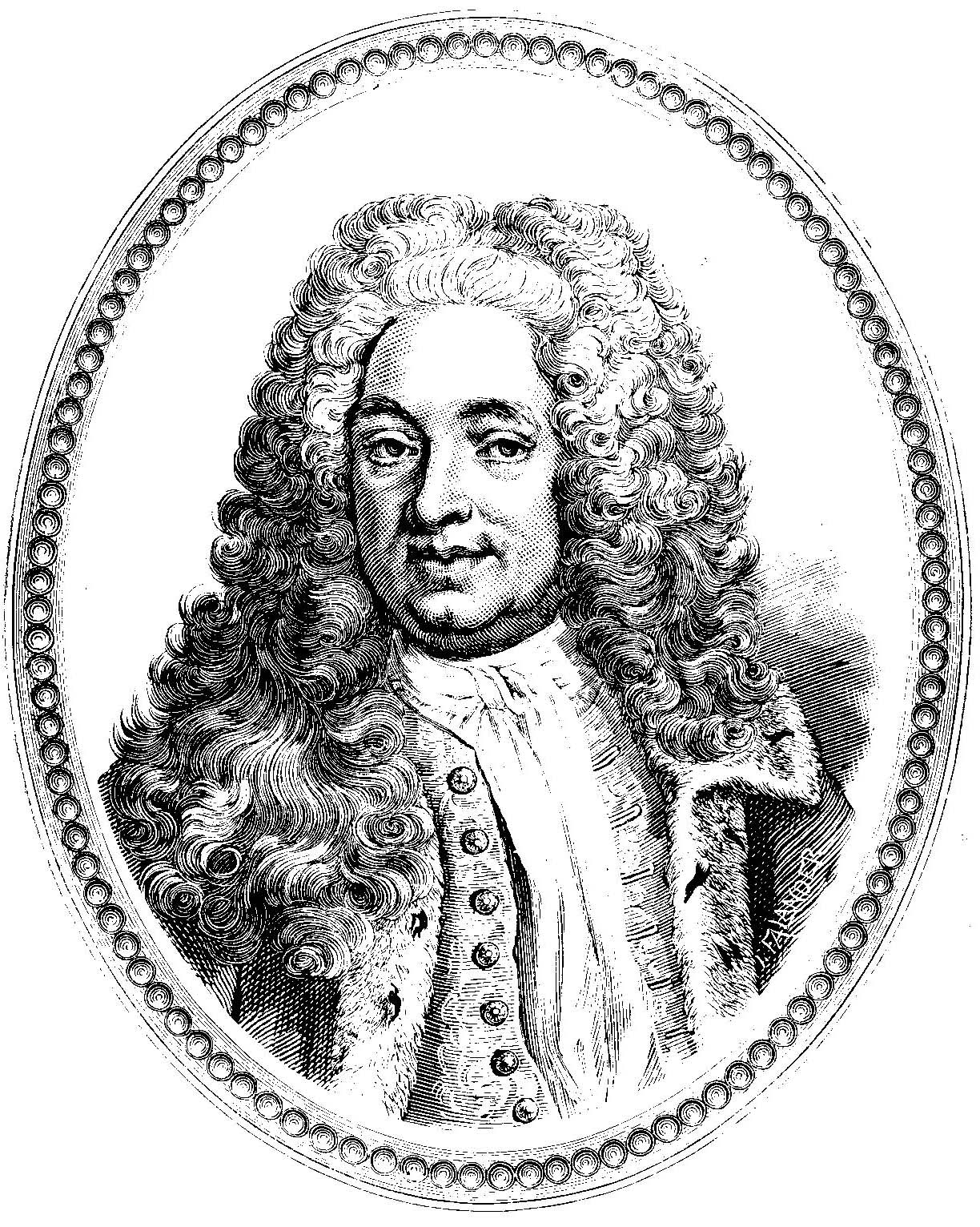
Carl Gyllenborg
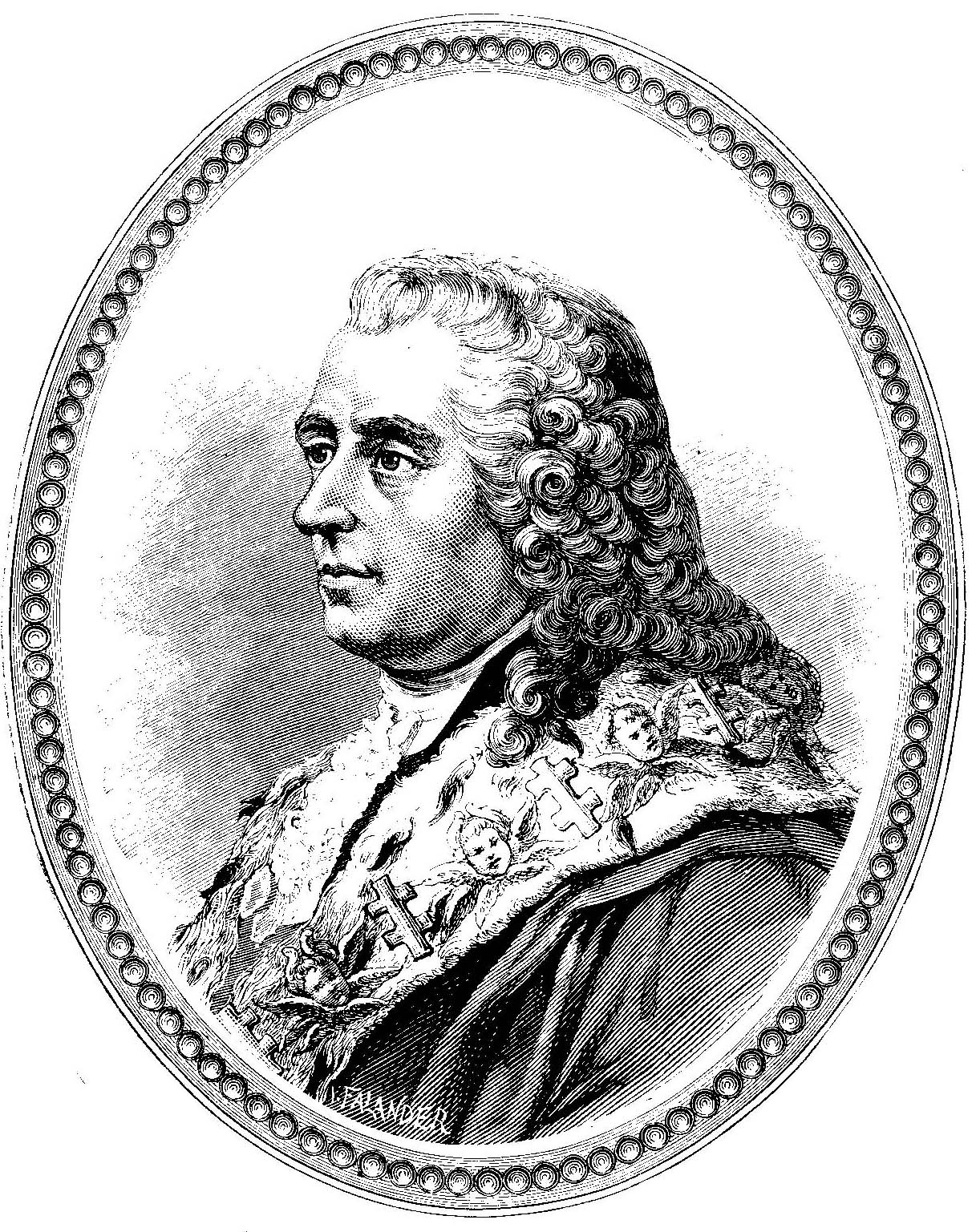
Carl Gustaf Tessin
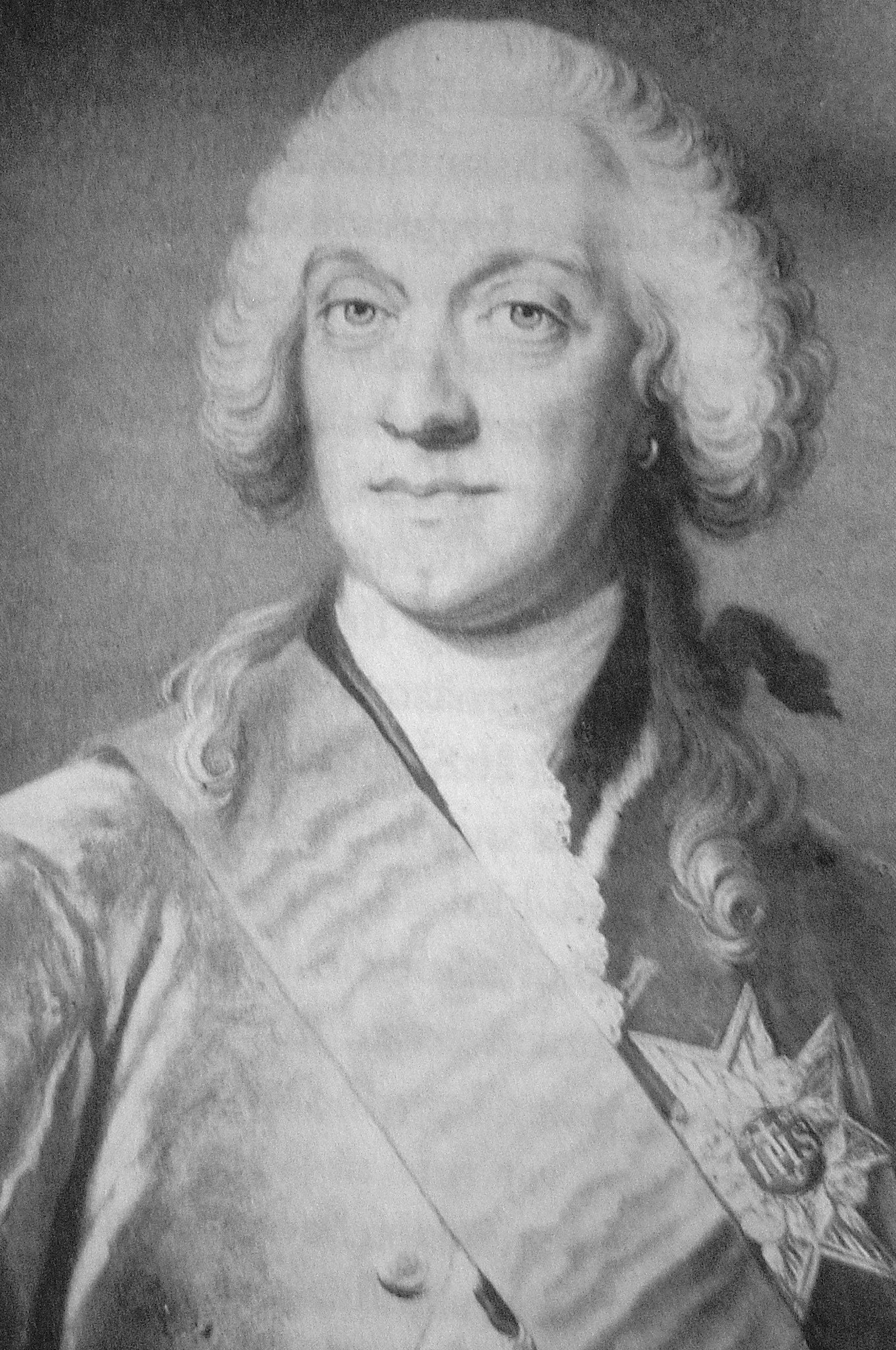
hrabia Claes Ekeblad Młodszy
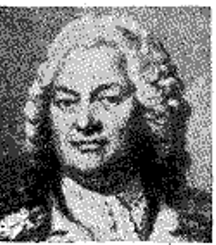
Carl Gustaf Löwenhielm
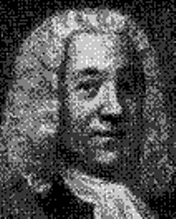
Fredrik von Friesendorff (1707-1770)
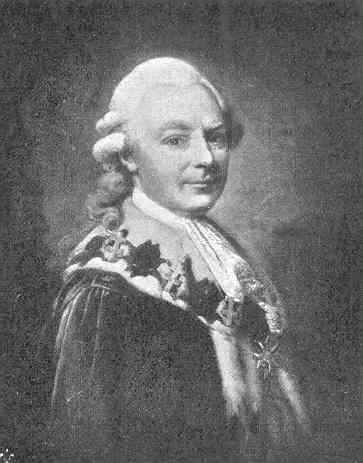
hrabia Gustaf Filip Creutz
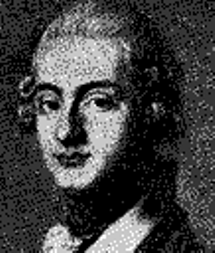
Emanuel de Geer (1748-1803)
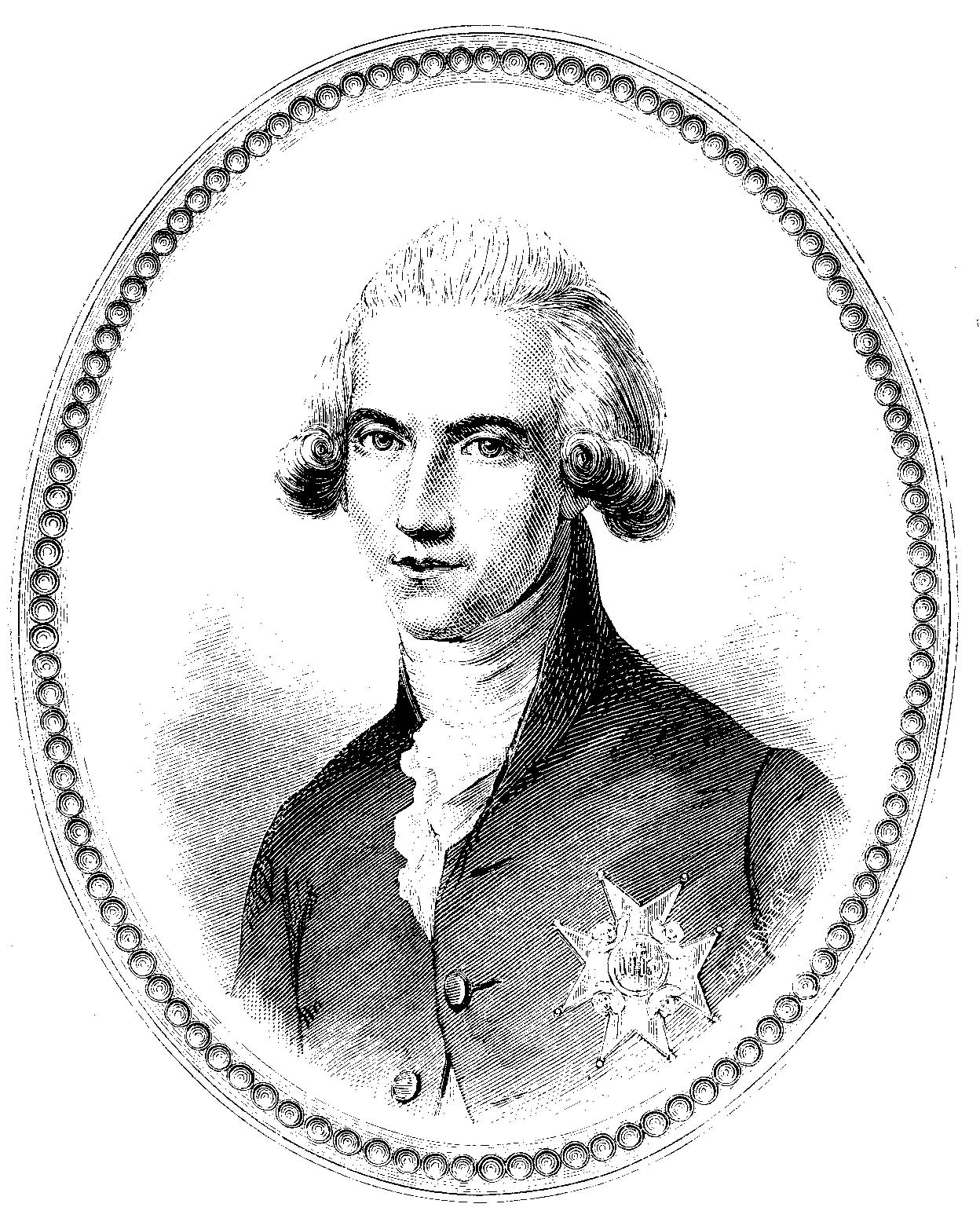
Johan Gabriel Oxenstierna

## Przewodniczący rady królewskiej
- Krister Nilsson około 1420
- Erik Holmstensson 10 VI 1450
- Johan Kristiernsson 1460
- Erik Karlsson 1470
- Bo Stensson do 1469
- Måns Karlsson 1470?
- Eskil Isaksson 1470?
- Svante Nilsson Sture od 1482
- Nils Eriksson Gyllenstierna
- Erik Abrahamsson Leijonhufvud od 1520
- Erik Johansson Vasa od 1503–1520

(riksråd Gustawa Wazy około 1521–1530)
- Ture Eriksson Bielke
- Erik Joakimsson Flemming
- Ivar Joakimsson Flemming
- Bengt Nilsson (Färla)
- Birger Nilsson Grip
- Karl Eriksson Gyllenstierna
- Peder Olofsson Hård
- Knut Andersson Lillie
- Måns Bryntesson Liliehöök
- Måns Johansson
- Lars Siggesson Sparre
- Johan Turesson
- Nils Olofsson

- Erik Pedersson Brahe 1590?
- Johan Skytte 1617
- Gustaf Gabrielsson Oxenstierna
- Gustaf Eriksson Stenbock 1620?
- Johan Banér ok. 1630 – ok. 1641
- Carl Gustaf Wrangel 1640?
- Magnus Gabriel De la Gardie ok. 1647 – ok. 1680?

## Głowa rady (kanceli president) od roku 1680 do 1809
- 1685–1702 – Bengt Gabrielsson Oxenstierna (1685 – 12 lipca 1702, działał jednak w radzie już od roku 1680)
- 1702–1705 – Carl Piper (12 lipca 1702 – 1705)
- 1705–1709 – Nils Gyldenstolpe 1705 – 4 maja 1709
- 1710–1719 – Arvid Horn
- 1719 – Gustaf Cronhielm
- 1719–1739 – Arvid Horn (10 kwietnia 1719–1739, działał w radzie od 1709) partia czapek
- 1739–1746 – Carl Gyllenborg (1739 – 9 grudnia 1746) partia kapeluszy
- 1747–1752 – Carl Gustaf Tessin (5 grudnia 1747 – marzec 1752, w radzie od 1746) partia kapeluszy
- 1752–1761 – Anders Johan von Höpken (III 1752 – 1761) partia kapeluszy
- 1761–1765 – Claes Ekeblad (1761–1765) partia kapeluszy
- 1765–1768 – Carl Gustaf Löwenhielm (1765 – 7 marca 1768) partia czapek
- 1768–1769 – Fredrik von Friesendorff (1768–1769) partia czapek
- 1769–1771 – Claes Ekeblad (1769–1771) partia kapeluszy
- 1771–1772 – Ulrik Scheffer (1771–1772)
- 1772 – Joachim von Düben (22 kwietnia 1772 – 22 sierpnia 1772) partia czapek
- 1772–1783 – Ulrik Scheffer (22 sierpnia 1772–1783)
- 1783–1785 – Gustaf Filip Creutz (IV 1783 – 1785)
- 1785–1786 – Malte Ramel
- 1786–1787 – Emanuel de Geer
- 1787–1789 – Johan Gabriel Oxenstierna
- 1789–1790 – Carl Wilhelm von Düben (1789 – XI 1790) partia czapek
- 1790–1792 – Ulrich Gustaf Frank (XI 1790 – 1792)
- 1792 – Evert Wilhelm Taube (1792)
- 1792–1793 – Christofer Bogislaus Zibet (15 maja 1792 – 1793)
- 1793–1797 – Fredrik Sparre (16 lipca 1792 – 14 grudnia 1797)
- 1793–1799 – Nils Anton Augustus Bark
- 1799–1801 – Christofer Bogislaus Zibet (X 1799 – 1801)
- 1801–1809 – Fredrik Wilhelm von Ehrenheim